# 筑波山ロープウェイ
筑波山ロープウェイ（つくばさんロープウェイ）は、茨城県にある筑波山を登る、同県つくば市のつつじヶ丘駅から女体山駅までを結ぶ筑波観光鉄道（京成電鉄グループ）のロープウェイである。
筑波山の東方の峰、女体山を登るロープウェイで、つつじヶ丘駅は筑波スカイラインの終点近く、女体山駅は女体山山頂近くにある。

## 路線データ

筑波山ロープウェイの比高断面図

- 路線距離（営業キロ）：1.296 km[1]
- 方式：四線交走式[1]
- 駅数：2駅（起終点駅含む）
- 高低差：298 m
- 乗車人員：71名[1]
- 所要時間：6分[1]

途中鉄塔を2本通過する。
日本ケーブルが設計製作。
軌道は登山道の「おたつ石コース」と並走、「白雲橋コース」と交差しておりところどころで登山道の様子を見ることができる。

## 運行形態
20分間隔で運行され、多客時には連続運転を行う。始発は9時20分前後、終発は16時40分前後であり季節や曜日によって変動する。夏休みや元旦の特別運行もある。検査時などを除き年中無休。
所要時間6分（秒速5メートル）。CWA社製のゴンドラ（定員71人、乗務員1人を含む）はそれぞれ1号機が白・2号機が赤に塗装されている。1号機が西側。

## 歴史
- 1965年8月11日 筑波山ロープウェイ開業[1]。
- 1999年10月1日 筑波山鋼索鉄道株式会社と合併し筑波観光鉄道株式会社に[1]。
- 2004年3月12日 CWA社製の2代目ゴンドラ運行開始。

## つつじヶ丘駅

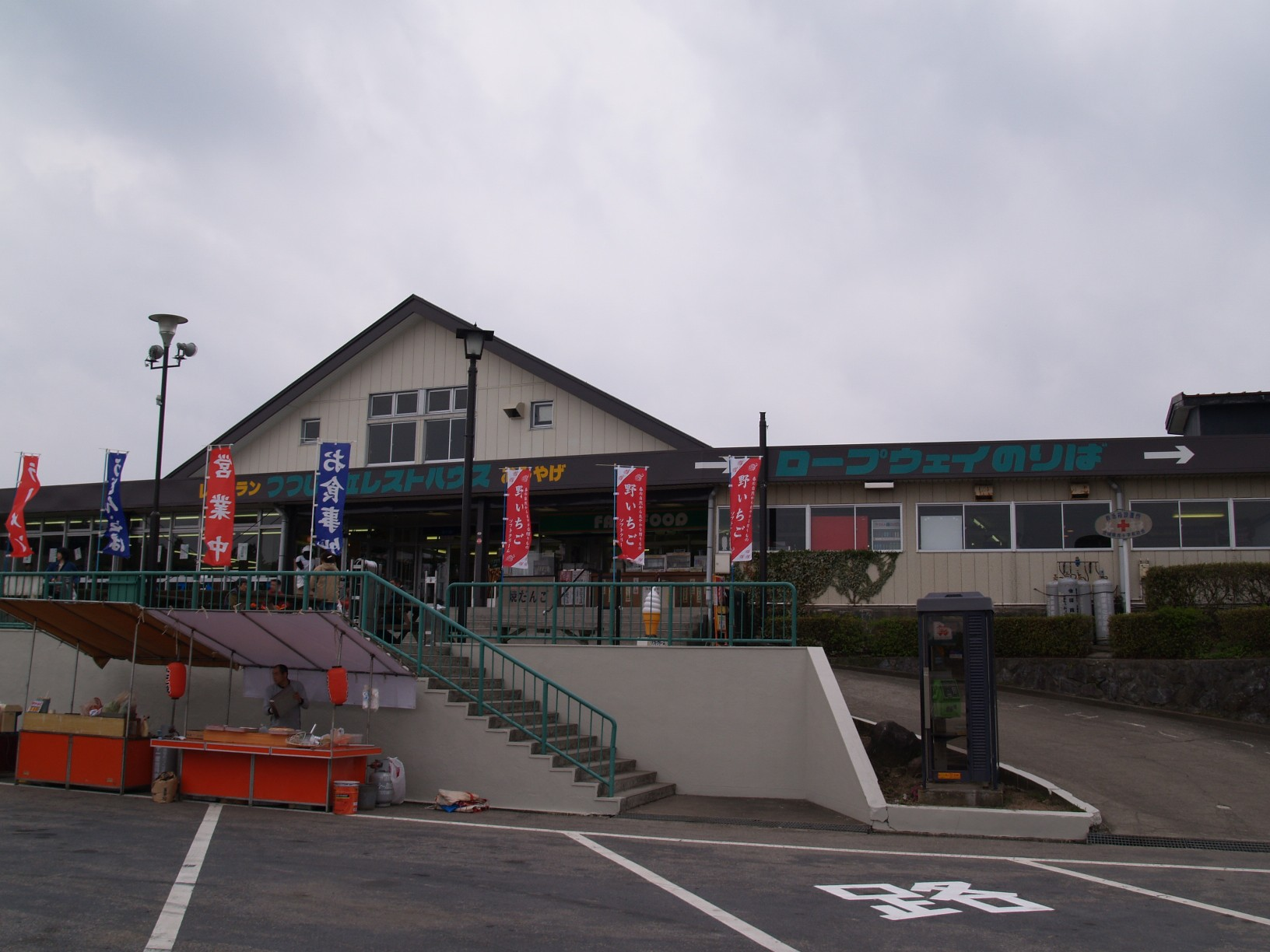
つつじヶ丘駅出入口のつつじヶ丘レストハウス（2006年4月撮影）

筑波山南東方中腹の標高542メートルにある。所在地は、茨城県つくば市筑波であるが、同県石岡市小幡（おばた）に接している。PASMOを含む交通系ICカード全国相互利用サービス対応カード9種類による乗車券引き換えが可能（電子マネー扱いであり、PiTaPaは使用できない）。食堂「つつじヶ丘レストハウス」が併設されている。

### 駅周辺
つつじヶ丘と通称される中腹の平らな土地にある当駅は、筑波スカイラインの終点で自動車交通とロープウェイの接続点、あるいは登山口の一つとして、ホテル、食堂・休憩所、駐車場・公衆トイレなどのサービス施設が備わる観光の拠点となっている。筑波山神社拝殿周辺の門前町と比較すると、建物数は多くないが一棟の面積がやや大きい。
女体山へ向かう登山道「おたつ石コース」の当駅付近には高木が少なく山頂方面の見通しが良い。つつじヶ丘全体が一つの有料駐車場であり、駐車時間10分を超えると料金が発生する。
- つつじヶ丘レストハウス（食堂） - 駅舎直結
- つつじヶ丘ガーデンハウス（食堂）
- 筑波ニュー三井谷（食堂）
- 筑波山京成ホテル

### アクセス

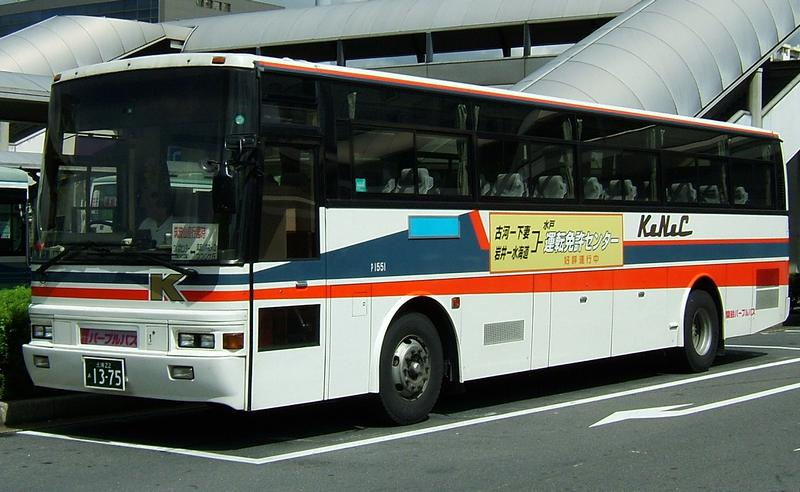
多客時の筑波山シャトルバスには貸切仕様車が入ることもある

筑波山シャトルバス（関東鉄道）のつつじヶ丘停留所がつつじヶ丘駅前にあり、つくば駅方面を急行運転で結んでいる。
- 東京方面
秋葉原駅 - （つくばエクスプレス快速列車45分） - つくば駅（つくばセンター） - （筑波山シャトルバス50分） - つつじヶ丘バス停
- 筑波山神社拝殿方面
  - バス
筑波山神社入口バス停 - （筑波山シャトルバス10分） - つつじヶ丘バス停
  - 登山道徒歩
拝殿 - （白雲橋コース）- 酒迎場分岐 - （迎場コース） - つつじヶ丘
約60分。なお、バスの経路は歩道がない急カーブのため推奨されない。
- 山麓方面
  - 沼田バス停 - （筑波山シャトルバス20分） - つつじヶ丘バス停
沼田バス停に近接する筑波山口バスターミナルには土浦・下館・岩瀬・つくば駅方面の各バス路線が乗り入れる。

## 女体山駅

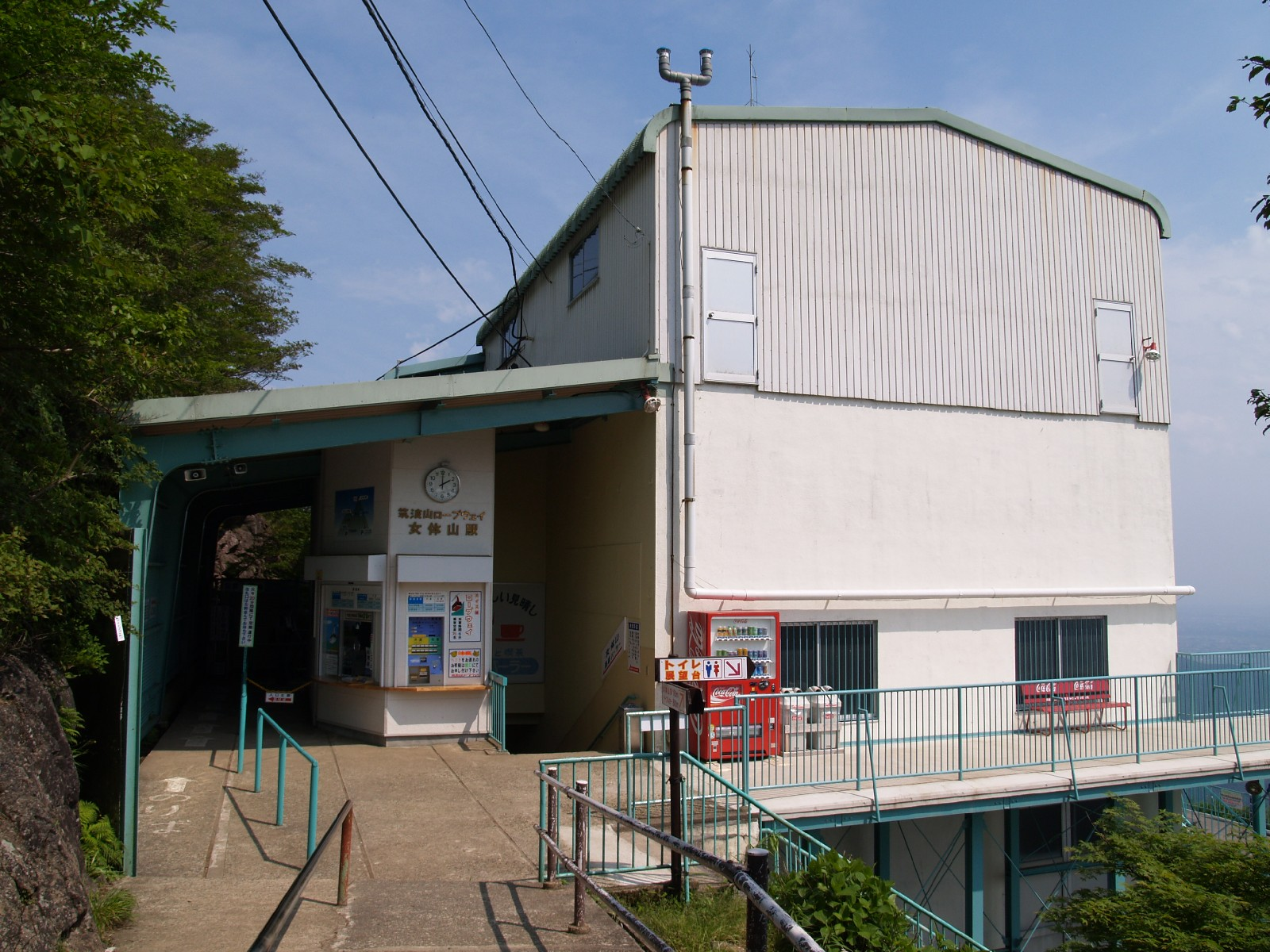
女体山駅（2008年6月）

筑波山の女体山山頂南方、標高840メートルにある。所在地は茨城県つくば市筑波。
筑波山ロープウェイ展望台と付設レストランは1965年（昭和40年）8月に開設され、2022年（令和4年）9月17日にリニューアルされた（展望台とレストランの名称も変更された）。

### 駅周辺
女体山の峰に位置する。山頂までは山道を登ることになる。山頂は突き出た岩が露出しているが2012年末から木製の手すりが設置された。
- 筑波山ロープウェイ展望台及び付設レストラン[3]
  - 展望台「Sky deck 2983（スカイデッキ 2983）」[3]
  - レストラン「Café Cielo blu（カフェシエロブルー）」[3]
- 女体山山頂
- 筑波山神社女体山本殿
- ガマ石
- セキレイ石

ケーブルカー筑波山頂駅までは下り坂の「山頂連絡路」があり徒歩約15分。
山頂付近には間違った方向へ下ってしまわないよう確認を呼びかける看板が立てられているほか、案内標識には各方面の山道の注意事項が書かれている。